# Pakrac
Pakrac je grad u Hrvatskoj, u zapadnoj Slavoniji, u Požeško-slavonskoj županiji.

## Gradska naselja
Pakrac se sastoji od 42 naselja (stanje 2006.), to su: Badljevina, Batinjani, Bjelajci, Branešci, Brusnik, Bučje, Cicvare, Cikote, Dereza, Donja Obrijež, Donja Šumetlica, Donji Grahovljani, Dragović, Glavica, Gornja Obrijež, Gornja Šumetlica, Gornji Grahovljani, Jakovci, Kapetanovo Polje, Koturić, Kraguj, Kričke, Kusonje, Lipovac, Mali Banovac, Mali Budići, Novi Majur, Omanovac, Ožegovci, Pakrac, Ploštine, Popovci, Prekopakra, Prgomelje, Rogulje, Srednji Grahovljani, Stari Majur, Španovica, Tisovac, Toranj, Veliki Banovac i Veliki Budići.

## Zemljopis
- Regija:               Slavonija
- Geografska širina:	45°26'21"N
- Geografska dužina:	17°11'46"E
- Nadmorska visina:	178 m
- Površina:		358,82 km²
- Gustoća naseljenosti:	365 st./km²

## Stanovništvo

### Predtursko razdoblje
U predturskom razdoblju, grad su naseljevali autohtoni Hrvati, a takvo je stanje bilo sve do dolaska Osmanlija u prvoj polovici 16. stoljeća. Na to upućuje popis crkvenih župa 1501. godine, a smatra se da je samo u kotaru Toplici (današnja općina Daruvar) i Pakri (općina Pakrac) početkom 16. stoljeća živjelo između 16.000 i 20.000 stanovnika, a pretpostavlja se da je s posavskim dijelom Svetačja, te dijelovima Gušće i Požege, u cijelom kraju tada ukupno živjelo oko 50.000 stanovnika, isključivo autohtonih Hrvata.

### Osmanlijska vlast
Broj stanovnika se sredinom prve polovice 16. stoljeća, zbog straha od Osmanlija koji se približavaju s jugoistoka, počinje brzo smanjivati. Autohtono hrvatsko stanovništvo bježi na zapad, preko Ilove do Štajerske i Kranjske ili na sjever preko Drave u Mađarsku i Austriju (Gradišće). Turci, nakon konačnog osvajanja 1544. godine, nailaze na gotovo prazno područje te ga naseljavaju novim stanovništvom. Turci dovode muslimansko stanovništvo, a islamizira se i malobrojno preostalo hrvatsko stanovništv. Brza i relativno laku islamizaciju starosjedilaca potakao je strah od Turaka, ali i od nečovječnih postupaka neregularnih turskih četa (martolozi) koje su pljačkale, palile i ubijale starosjedilačko stanovništvo, te privilegije dobivene prelaskom na islam. Vodeća vlastelinska obitelj ovog kraja, plemići Svetački, također prelazi na islam. Osmanlije kasnije dovode stočare; više od 10.000 pravoslavnih stanovnika, uglavnom članova obitelji martologa koji su u ovaj kraj došli već u tijeku samog osvajanja i koji su sudjelovali u etničkom čišćenju tijekom osvajanja. Pravoslavni došljaci su bili Srbi i Vlasi, a kako je proces slavenizacije Vlaha, starobalkanskih stočara romanskog podrijetla, već bio u tijeku, teško je odrediti udjele Srba i Vlaha među naseljenicima. Topinimi kao "Mala Vlaška", naziv koji je veći dio ovog kraja dobio nakon njihova naseljavanja, ukazuju na znatnije prisustvo Vlaha.
Stočarsko pravoslavno stanovništvo uglavnom se naseljava po višim dijelovima obronaka Papuka i Psunja, te obroncima Bilogore, dok nesigurni nizinski močvarni prostor uz rječicu Ilovu ostaje tijekom osmanske vlasti neaseljen i obrastao šumom.

### Austro-Ugarska
Austrija 1580. godine organizira Vojnu krajinu u koju su ulaze i dijelovi zapadne Slavonije - Poilovlje (danas teritorij općine Grubišno Polje, te prigorsko-posavski prostor, dok područje nanašnjih općina Daruvar i Pakrac ostaje izvan Vojne krajine. S uređenjem Vojne krajine smanjuje se rizik od provala i pljačke turskih martologa u prostoru zapadno od Ilove, pa među turskim martolozima izbija nezadovoljstvo, pa i bune. Neki od njih iseljavaju na austrijsku stranu, a rpvi prebjezi martologa su zabilježeni već 1587. godine. Niz privilegija koje su austrijski graničari na prostoru Vojne krajine imali dovodi do daljnjeg iseljavanja martologa i pražnjenje turske strane granice. Na taj se način pravoslavlje i srpstvo širi i zapadno od Ilove. Hrvatsko stanovništvo Srbe u prostoru zapadno od Ilove i danas naziva Vlasima, no ne u značenju stočara jer su u međuvremenu i oni postali poljoprivrednici kao i susjedno hrvatsko stanovništvo.
S odlaskom Osmanlija iz zapadne Slavonije 1687. godine, povlači se i muslimansko stanovništvo, te kraj ostaje pust. Nove vojne vlasti (koje su trajale do 1881. godine) provode kolonizaciju koja je u početku bila dosta slaba, jer su se seliti mogli samo slobodni seljaci.
U Poilovlju su se doseljavaju Hrvati i Srbi iz Bosne; Hrvati iz sisačke Posavine i iz područja križevačke regimente (potomci uglavnom ranije prebjeglih martologa); te Hrvati iz Gorskog kotara, Like i velebitskog primorskog
podgorja. U drugoj polovici 18. stoljeća počinje intenzivnije naseljavanje, koje potiču grofovi Jankovići (vlasnici Daruvara, Sirača i Pakraca). Tada, i u prvoj polovici 19. stoljeća dolazi do intenzivnijeg naseljavanja, uglavnom Hrvata iz Gorskog kotara i Like, te postepeno Hrvati iz Hrvatskog zagorja i Prigorja. U najvećem broju se doseljavaju u nizinski močvarni prostor uz Ilovu. Jankovići prvi dovode i strane doseljenike - prvo njemačke obrtnike, trgovce i službenike, a zatim mađarske seljake s Jankovićevih imanja u Mađarskoj, a 1820-ih godina prvi put dolaze i Česi. Najintenziviji val naseljavanja događa se krajem 19. stoljeća, uvjetovan agrarnom krizom. Mnogi hrvatski
seljaci zbog gospodarske krize prodaju imanja i odlaze, a doseljavaju se novi kolonisti iz raznih dijelova tadašnje Austro-Ugarske: Nijemci , Česi, Slovaci, Mađari, Talijani i drugi. Ovo dovodi do brzog porasta broja stanovnika i iznimne raznolikosti nacionalnog sastava.
U prigorsko-posavskom prostoru, u 17. i u 18. stoljeću kraj naseljavaju Hrvati i Srbi iz Bosne, što s manjim intenzitetom traje i kroz 19. stoljeće. U međuvremenu se sve više doseljava Hrvata iz Like, Gorskog kotara, Polonja, Moslavine, te manjim dijelom iz Hrvatskog zagorja. Doseljavaju se, u nešto manjem broju,  i Srbi iz Like, Banije i Korduna.

### Stanovništvo 1945. - 1991.
U razdoblju od 1948. do 1991. godine u kretanju nacionalnog sastava općinskih središta zapadne Slavonije se zbinaju znatne promjene. Broj stanovnika općinskih središta raste, ali ne istim intenzitetom kod svih narodnosti. Ukupan broj stanovnika raste 98%, pri čemu se broj Hrvata povećava za 64%, Srba za 222%, a ostalih narodnosti zajedno 45%. Zbog navedenog dolazi do značajnih promjena u nacionalnom sastavu - udio Hrvata se smanjuje se sa 66,2% na 54,9%, ostalog nesrpskog stanovništva sa 18,1% na 13,2%, a udio Srba raste sa 15,7% na 25,8%. Hrvati ipak ostaju većinski narod u svim općinskim središtima kraja, pri čemu u Pakracu imaju relativnu većinu. Srbi u nekim od općinskoh središta zapadne Slavonije postaje relativna većina, no nigdje ne dobivaju apsolutnu većinu. Srbi  do 1991. postaju relativna većina u gradu i općini Pakrac.
Po popisu stanovništva iz 1991. godine, nacionalni sastav u današnjim granicama gradske općine Pakrac, po naseljenim mjestima je bio sljedeći:
- Badljevina - 828 st., Hrvati 680 (82,12%), Srbi 25 (3,01%), ostali 123 (14,87%)
- Batinjani - 266 st., Srbi 154 (57,89%), Hrvati 55 (20,67%), ostali 57 (21,44%)
- Bjelajci - 38 st., Srbi 38 (100%)
- Branešci - 305 st., Srbi 296 (97,04%), Hrvati 5 (1,63%), ostali 4(1,33%)
- Brusnik - 112 st., Srbi 111 (99,10%), ostali 1 (0,90%)
- Bučje - 142 st., Srbi 129 (90,84%), Hrvati 10 (7,04%), ostali 3(2,12%)
- Cicvare - 14 st., Srbi 14 (100%)
- Cikote - 68 st., Srbi 67 (98,52%), ostali 1 (1,48%)
- Dereza - 128 st., Srbi 120 (93,75%), ostali 8 (6,25%)
- Donja Obrijež - 321 st., Hrvati 224 (69,78%), Srbi 2 (0,62%), ostali 95 (29,60%)
- Donja Šumetlica - 65 st., Srbi 57 (87,69%), Hrvati 2 (3,07%), ostali 6 (9,24%)
- Donji Grahovljani - 188 st., Srbi 155 (82,44%), Hrvati 22 (11,70%), ostali 11 (5,86%)
- Dragović - 284 st., Srbi 257 (90,49%), Hrvati 7 (2,46%), ostali 20 (7,05%)
- Glavica- 77 st., Srbi 77 (100%)
- Gornja Obrijež - 284 st., Srbi 166 (58,45%), Hrvati 34 (11,97%), ostali 84 (29,58%)
- Gornja Šumetlica - 138 st., Srbi 118 (85,50%), ostali 20 (14,50%)
- Gornji Grahovljani - 136 st., Srbi 133 (97,79%), ostali 3 (2,21%)
- Jakovci - 39 st., Srbi 39 (100%)
- Kapetanovo Polje - 67 st., ostali 44 (65,68%), Srbi 12 (17,91%), Hrvati 11 (16,41%)
- Koturić - 46 st., Srbi 46 (100%)
- Kraguj - 176 st., Srbi 167 (94,88%), Hrvati 4 (2,27%), ostali 5 (2,85%)
- Kričke - 90 st., Srbi 88 (97,77%), Hrvati 1 (1,11%), ostali 1 (1,12%)
- Kusonje - 1.101 st., Srbi 891 (80,92%), ostali 111 (10,09%), Hrvati 99 (8,99%)
- Lipovac - 5 st., Srbi 5 (100%)
- Mali Banovac - 31 st., ostali 16 (51,62%), Hrvati 15 (48,38%)
- Mali Budići - 19 st., Srbi 19 (100%)
- Novi Majur - 119 st., Hrvati 118 (99,15%), Srbi 1 (0,85%)
- Omanovac - 261 st., Hrvati 187 (71,64%), Srbi 42 (16,09%), ostali 32 (12,27%)
- Ožegovci - 179 st., Srbi 175 (97,76%), Hrvati 1 (0,55%), ostali 3 (1,69%)
- Pakrac - 8.197 st., Srbi 3.514 (42,86%), Hrvati 3.033 (37,00%), ostali 1.650 (20,14%)
- Ploštine - 224 st., ostali 196 (87,51%), Hrvati 27 (12,05%), Srbi 1 (0,44%)
- Popovci - 68 st., Srbi 67 (98,52%), ostali 1 (1,48%)
- Prekopakra - 1.347 st., Hrvati 925 (68,67%), Srbi 171 (12,69%), ostali 251 (18,64%)
- Prgomelje - 65 st., Srbi 65 (100%)
- Rogulje - 61 st., Hrvati 59 (96,72%), Srbi 1 (1,63%), ostali 1 (1,65%)
- Srednji Grahovljani - 43 st., Srbi 36 (83,72%), ostali 7 (16,28%)
- Stari Majur - 41 st., Hrvati 37 (90,24%), Srbi 1 (2,43%), ostali 3 (7,33%)
- Španovica - 191 st., Srbi 177 (92,67%), Hrvati 9 (4,71%), ostali 5 (2,62%)
- Tisovac - 73 st., Srbi 68 (93,15%), ostali 5 (6,85%)
- Toranj - 292 st., Srbi 201 (68,83%), Hrvati 36 (12,32%), ostali 55 (18,85%)
- Veliki Banovac - 183 st., ostali 107 (58,47%), Hrvati 76 (41,53%)
- Veliki Budići - 55 st., Srbi 54 (98,18%), ostali 1 (1,82%)

ukupno općina Pakrac - 16.367
- Srbi - 7.818 (47,76%)
- Hrvati - 5.619 (34,33%)
- ostali - 2.930 (17,91%)

### Stanovništvo nakon 1991.
U Domovinskom ratu dolazi do sukoba u gradu, pa grad ostaje na liniji fronte sve do operacije Bljesak, dok Hrvati, Nijemci, Talijani, Mađari i Česi zajedno brane grad. Za vrijeme srpske okupacije na okupiranom području nesrpsko stanovništvo je protjerano.
Velik dio Srba je izbjegao za vrijeme i nakon operacije Bljesak, pa Hrvati danas predstavljaju apsolutnu većinu stanovništva (72,9 %), dok pripadnika nacionalnih manjina ima manje od 30% (Srbi 15,8 %, Talijani 4,8%, Česi 3,2%).
| broj stanovnika | 8030  | 10195 | 10234 | 13496 | 15975 | 18422 | 17640 | 20361 | 15961 | 17003 | 17644 | 17023 | 16475 | 16367 | 8855  | 8460  | 7086  |
|                 | 1857. | 1869. | 1880. | 1890. | 1900. | 1910. | 1921. | 1931. | 1948. | 1953. | 1961. | 1971. | 1981. | 1991. | 2001. | 2011. | 2021. |

| broj stanovnika | 1076  | 1721  | 1761  | 2089  | 2762  | 3254  | 3122  | 3642  | 3558  | 3988  | 4926  | 6136  | 7361  | 8197  | 4772  | 4842  | 4151  |
|                 | 1857. | 1869. | 1880. | 1890. | 1900. | 1910. | 1921. | 1931. | 1948. | 1953. | 1961. | 1971. | 1981. | 1991. | 2001. | 2011. | 2021. |

## Gospodarstvo
- Poduzetnički centar Pakrac (www.pc-pakrac.hr)

## Povijest
Prvi posredni spomen imena Pakrac susreće se 1229. godine u plemićkom pridjevku Marcel pakrački, iako neki arheološki nalazi pokazuju da se je ovdje živjelo i u antičko doba.

#### Stari grad
Ne zna se točno vrijeme nastanka utvrde, no u kad je 1237. Pakrac prvi put spomenut u dokumentima, već postoji.Staro kajkavsko ime grada je bilo Pekrec. Spominje se i u zapisima templara (katolički crkveni viteški red zasnovan radi zaštite Kristova groba) koji su došli u Hrvatsku još 1185. godine. No, izvjesno je da su u Pakracu boravili nasljednici templarskih posjeda; ivanovci-hospitalci. Utvrda je bila oblika napravilnog peterokruga, sa sedam okruglih kula na rubovima i velikom branič-kulom, opasana tvrdim zidinama na kojima su bile puškarnice. Oko utvrde bili su ukopi u koje je puštena voda.
Godine 1242. u Pakrac provaljuju Mongoli, a već 1256. godine u Pakracu je boravio ban Slavonije Stjepan i osnovao prvu kovnicu novca – moneta banalis – banovac. Prije toga pravo na kovanje novca imao je samo kralj. Banovac se najvjerojatnije kovao unutar zida pakračke utvrde.
Najveći utjecaj na razvoj grada u 17. stoljeću imala je obitelj Janković, koja je sagradila i svoju kuriju. U to se vrijeme izgradila i crkva Uznesenja Blažene Djevice Marije, a grad se sve više razvijao i postao središte trgovine i obrtništva, sagradila se bolnica, škola, pruga, hotel, sud, privatna električna centrala (munjara, 1906. godine) i ostalo. U gradu je postojala i sinagoga građena 1875., a srušena 1941. god.
Rušenje gradske utvrde započeli su Jankovići Daruvarski i njenim kamenjem nasipavali cestu Pakrac-Kukunjevac, a godine 1867. prodali su je pravoslavnoj općini, koja je tu smjestila svoj parohijalni ured. 
Stari grad ruši se 1920-ih godina 20. stoljeća, a materijal se koristio za gradnju cesta.
Zadnja kula pakračke tvrđe srušena je 1960. godine i na njenim temeljima je izgrađena zgrada Poglavarstva (Općina).
Prvi svjetski rat i Drugi svjetski rat, a naročito srpska agresija na grad i njegove stanovnike 1991. godine usporili su razvoj i uništili dio kuturne baštine Pakraca.

## Spomenici i znamenitosti
- Spomen kosturnica - kripta sa spomenikom palim borcima iz Drugog svjetskog rata. U središnjem djelu kripte izdiže se kameni postament na kojem je brončana skulptura ranjenog borca. Autor skulpture je kipar Vanja Radauš.[7]
- Kraljevska zemaljska javna bolnica - U Pakracu je 1897. godine sagrađena nova te s radom krenula prva javna kraljevska zemaljska bolnica u Hrvatskoj. Bolnicu je gradio arhitekt Ignjat Fischer prema nacrtima Dionisa Sunka. Nova zgrada sagrađena je na samoj obali Pakre dosta dalje od glavne bolničke zgrade. Nakon velikih stradanja u Domovinskom ratu ovi objekti zaštićeni su kao kulturni spomenici od izuzetne vrijednosti te čekaju svoju obnovu i prenamjenu.[8]
- Kuća Golubić - Kuća je građena u secesijskom stilu te je bila dom jednog od najpoznatijih pakračkih graditelja Stjepana Golubića.
- Stara vijećnica - Po nekima najstariji objekt u gradu na kojem je i danas na pročelju istaknuta godina gradnje 1771.[9]
- Župna crkva Uznesenja Blažene Djevice Marije - Katolička crkva posvećena Uznesenju Blažene Djevice Marije posvećena je 1763. godine. Crkva je specifična po svom položaju na povišenju do kojeg vodi široko stubište te dominira gradsom vizurom.[10]
- Spahijski podrum - Spahijski podrum predstavlja jedan od najzanimljivijih primjera povijesne arhitekture u Pakracu. Kroz povijest su postojala različita nagađanja o vremenu građenja i namjeni ove građevine (srednjovjekovni samostan, kovnica novca...). Pouzdano se zna da je u 18. stoljeću služio kao gospodarska zgradau koju se spremao urod s cijelog vlastelinstva.[11]
- Vlastelinstvo Janković - Obitelj grofova Jankovića Daruvarskih koji postaju vlasnici vlastelinstva Pakrac sredinom 18. stoljeća ostavili su najviše traga na razvoj Pakraca i njegove okolice. Vlastelinstvo Pakrac bilo je pod njihovom upravom stotinu godina (1761. – 1861.) te su ga znatno unaprijedili. Središte nekadašnjeg vlastelinstva i danas predstavlja samo srce grada te se naziva zajedničkim imenom kompleks vlastelinstva Janković.[12]
- Dvorac Baruna Trenka - Barokni dvorac najvjerojatnije je izgradio ratnik i voskovođa barun Trenk. Pakrac je bio njegovo vlasništvo u prvoj polovici 18. stoljeća. Nakon što je ranobarokni dvorac imao stambenu funkciju dugi niz godina korišten je kao vojarna, zatim bolnica da bi kasnije u njemu djelovala učiteljska škola.[13]
- Stari Grad Čaklovac - Srednjovjekovna utvrda čiji se ostaci nalaze kod sela Dragović u blizini Pakraca dobro je sakrivena unutar šume nedaleko od glavne ceste. Danas je očuvan samo dio peterokutne branič kule koja i ovako polovično sačuvana, svojom strukturom i izvedbom pojedinih detalja zauzima mjesto jedne od nareprezentativnijih građevina ove vrste u nas.[14]
- Pakračka česma
- Pravoslavna crkva svete Trojice s vladičanskim dvorom, sjedište Slavonske eparhije

Saborna crkva i episkopski dvor među najvažnijim su spomenicima neobizantske arhitekture u hrvatskom historicizmu. Saborna crkva, barokna građevina, restaurirana je između 1893. i 1896. prema projektima Hermana Bolléa kada je dobila današnji izgled i unutrašnju opremu. Monumentalni ikonostas u unutrašnjosti djelo je zagrebačkih stolara a izvedba samih ikona povjerena je srpskim slikarima Stevanu Todoroviću i Živku Jugoviću. Ikonostas je nestao u posljednjem ratu, kao i veći dio ostale unutrašnje opreme.
- Muzej vojne i ratne povijesti, muzej s eksponatima vezanima za hrvatsku, a dijelom i za svjetsku vojnu i ratnu povijest
- Muzej grada Pakraca, gradski muzej koji prezentira lokalnu povijest i baštinu od najranije gradske povijesti do danas. Osnovan je i službeno registriran 2009. godine, a djeluje u objektu Mali dvor – Janković, dijelu Vlastelinskog kompleksa Janković iz 18. st.,središtu nekadašnjeg veleposjeda. Djelujući unutar arhitektonski upečatljivog objekta, koji sam po sebi predstavlja kulturno - povijesnu vrijednost, muzej se brine kako bi se bogata baština Pakraca i okolice spasila od zaborava i na što bolji način prezentirala građanima i njegovim gostima. Općenito bavi se zaštitom i prezentacijom kulturne baštine ovoga kraja te svojom raznolikom prezentacijskom aktivnošću (izložbe, muzejske radionice, predavanje, različite muzejske akcije) daje bitan doprinos kulturnom, društvenom životu grada.

## Znamenitosti

### Najduža špilja u Slavoniji
Špilja Trbušnjak je, prema dosadašnjim mjerenjima duga više od 200 metara, a postoji mogućnost i da je puno duža, no i ovako je duža od poznate špilje Uviraljke, koja je do sada slovila za najdužu u Slavoniji
Najduža špilja u Slavoniji, duga, za sada istraženih, više od 200 metara, s velikim staništem šišmiša,   geološki, hidrološki i biloški vrlo zanimljiva, nalazi se u širem prostoru Grahovljana.  Mještani okolnih sela i lovci već dugo za nju znaju, ali da je najduža izmjerili su članovi Speleološkog kluba "Samobor", koji su tijekom vikenda, na poziv Planinarskog društva "Psunj", po prvi puta stručno pregledali nju i još dvije špilje za koje su potom rekli da su pravi "dragulji Slavonije".

#### Prva kovnica novca u Hrvatskoj
Godine 1256. Pakrac je imao povlasticu kovanja novca. Smatra se da je to ujedno prva kovnica novca u Hrvata. MONETA REGIS P(ro) SCLAVNIA, naš banovac, je srebrni novac na kojemu je na prednjoj strani kuna u trku, a na naličju patrijarhalni (dvostruki) križ s dvije okrunjene glave. Bio je najljepša i najcjenjenija od svih hrvatskih kovanica te prihvaćen kao stabilno platežno sredstvo i izvan područja za koje je prvobitno namijenjen.
Za vjerovati je da je upravo pakračka kuna dala ime današnjem hrvatskom novcu.

## Kultura
Grb grada Pakraca ustanovljen je 1837. kao jedan od posljednjih podijeljenih grbova (nakon toga grbovi su usvajani).

## Obrazovanje
- Osnovna škola braće Radića (  Arhivirana inačica izvorne stranice od 7. travnja 2014. (Wayback Machine))
- Srednja škola Pakrac ()
- Osnovna glazbena škola (  Arhivirana inačica izvorne stranice od 25. prosinca 2008. (Wayback Machine))
- Zdravstveno veleučilište (  Arhivirana inačica izvorne stranice od 20. veljače 2014. (Wayback Machine))
- Visoka poslovna škola s pravom javnosti ()

## Šport
- NK Hajduk
- RK "Lipa" Pakrac
- Klub ratničkih vještina Bujinkan Seishin Dojo Pakrac (www.bujinkan-pakrac.hr)
- Kickboxing klub Pakrac
- Biciklistički klub Titan (www.bk-titan.hr)
- Airsoft team Spartan
- Kuglački klub Pakrac (ugašen 2020.)
- Športski kuglački klub Papuk (ugašen 2020.)
- Kuglački klub Pakrac-Papuk (nastao 2020.)

## Udruge
Izviđači:
- Odred izviđača "Pakra" Pakrac  (www.pakrac.hr/izvidaci/rbr14.aspx)
- Savez izviđača hrvatske (SIH)

Radio klubovi:
- Radio Klub Pakrac 9A1FBC

## Poznate osobe
- Bogdan Crnobrnja, politički radnik[17]
- Smilja Avramov, srpska stručnjakinja za međunarodno pravo
- Damir Bajs, hrvatski političar
- Zoran Erceg, srpski košarkaš
- Milan Horvat, hrvatski glazbenik i dirigent
- Jadranka Kosor, hrvatska političarka i premijerka
- Sven Lasta, hrvatski glumac
- Žarko Potočnjak, hrvatski glumac
- Slobodan Selenić, srpski književnik i teatrolog

## Vanjske poveznice
- Službene internetske stranice grada Pakraca
- Turistička zajednica grada Pakraca